# Здание Пробирной палаты
Зда́ние Проби́рной палаты — снесённый памятник истории и архитектуры Санкт-Петербурга XVIII—XIX веков. Здание выходило на канал Грибоедова (дом 51) и Казанскую улицу (дом 28). В последней четверти XIX века над его реконструкцией и расширением работали выдающиеся архитекторы Вениамин Стуккей, Павел Сюзор и Генрих Пранг.
В 2008 году здание самовольно демонтировала компания «Легион», которой администрация города одобрила проект создания гостиницы на 50 номеров с подземной парковкой. Снос не затронул только фасадную стену по Казанской улице. КГИОП согласовал работы по демонтажу, однако в 2009 году присвоил объекту статус памятника культурного наследия. В том же году с «Легионом» был разорван контракт, с того момента судьба здания остаётся нерешённой. На месте котлована под парковку образовался пруд, к 2021 году его берега заросли кустарниками и деревьями.
В историю петербургская Пробирная палата вошла благодаря вымышленному поэту Козьме Пруткову — созданный Алексеем Толстым и братьями Алексеем, Владимиром и Александром Жемчужниковыми персонаж жил и работал в ней, дослужившись до поста директора.

## История

Вид с канала Грибоедова

### Строительство
Здание Пробирной палаты представляло собой типичный образец городской усадьбы середины XVIII века. Она была отмечена на аксонометрическом плане Петербурга Пьера де Сент-Илера уже в 1760—1780 годах. Предполагаемая дата постройки — 1769—1770 годы, заказчиком был «портной мастер» Христиан Шлихт. В 1779 году Шлихт продал имение Ассигнационному банку. Позднее организация переехала в новое здание на Садовой улице, его место занял Государственный дворянский заёмный банк. В 1840-х здание передали Пробирной палате. Учреждение занималось контролем за работой ювелиров и работников с драгоценными металлами, занималась клеймением и взятием пошлин, разрабатывало измерительные приборы, проводило литьё золота и серебра.
В 1868 году Пробирную палату и училище передали Горному департаменту и переименовали в его лабораторию. В газете «Санкт-Петербургские ведомости» Старший научный сотрудник НИИТИАГ Михаил Микишатьев цитирует обнаруженные в РГИА документы по строительству, в которых утверждается, что около 1866 года здание перестраивал Вениамин Стуккей, помощником по проекту выступил тогда ещё молодой зодчий Павел Сюзор, который «принял на себя ближайший надзор за всеми работами». Сюзору полагалось жалованье в 50 рублей ежемесячно. Предположительно, работа над Пробирной палатой стала первым проектом архитектора в Петербурге. В 1875—1876 здание перестраивал архитектор Генрих Пранг, при этом внешний облик был сохранён.
В советское время Ленинградское управление пробирного контроля занимало здание до 1980-х годов, после чего было переведено в Уткину заводь. Пробирную палату отдали под жильё.

### Снос
Капитальный ремонт в здании не проводили с 1898 года. Одной из особенностей объекта являются местные торфяные грунты. Фундамент из брёвен-лежней прогнил, поскольку за сто лет уровень грунтовых вод опустился почти на метр.
В декабре 2002 года город передал здание Пробирной палаты ООО «Легион», по заявлению которой после реконструкции в нём должен был открыться отель сети Radisson. Компания расселила 68 жильцов, затратив на это свыше 401 млн рублей. Работы по проекту планировали завершить к 2006 году. Реализацией занялась компания «Григорьев и партнеры» действующего главного архитектора Петербурга Владимира Григорьева. Экспертная комиссия под руководством Вадима Гринберга признала здание аварийным и требующим разборки, КГИОП согласовал снос. Девелопер решил снести дом и флигели, после чего восстановить их с сохранением прежнего исторического облика. Со стороны Казанской улицы планировали увеличить высотность, добавив дополнительный этаж и мансарду, а также устроить подземный паркинг. В 2005 году девелопер демонтировал кровлю, оставленное без крыши здание стало разрушаться с увеличивающейся скоростью. В феврале 2008-го был проведён снос, нетронутой осталась лишь выходящая на Казанскую улицу фасадная стена. Под будущую парковку на участке вырыли котлован.
Договор на реконструкцию Пробирной палаты с компанией «Легион» продлевали четыре раза. Из-за финансового кризиса 2008 года компания заморозила проект. В 2009 году снесённое здание получило от КГИОП статус объекта культурного наследия. К тому моменту в котловане на месте снесённого здания образовался пруд. В 2010 правительство города отказало «Легиону» в продлении договора, объявив, что выставит объект на торги. Город подал иск к компании по неуплате аренды. В свою очередь, «Легион» подал в суд на администрацию Петербурга, требуя возместить многомиллионные затраты по расселению жильцов. После шестилетнего разбирательства, в 2016-м году суд отказал «Легиону» в компенсации.

### Проекты восстановления
В 2015 году рассматривался проект передачи здания консульству Азербайджана, а в 2017 Управление земельными ресурсами прорабатывало вариант передачи участка инвесторам из Бахрейна. Ни один из проектов реализован не был.
В 2019 году «Городские проекты» предложили превратить участок в сквер и общественное пространство: убрать строительный забор, очистить пруд, высадить водолюбивые растения, оборудовать понтонный настил по периметру. Проект предусматривал сохранение художественных интервенций, оставшихся после сноса — абрис на брандмауэре соседнего дома и фасад по Казанской улице. На пруду могли расположиться «плавучие гостиные» и статуи, повторяющие планировку залов Пробирной палаты. Проект поддерживали многие градозащитники: при дефиците зелёных зон в Адмиралтейском районе и многолетними безуспешными попытками властей возродить здание, благоустройство пруда могло стать важным прецедентом по возрождению заброшенных объектов.
Летом 2021 года Комитет по инвестициям сообщил прессе, что планирует предоставить здание новому инвестору на условиях концессии или государственно-частного партнёрства. По заявлению зампреда Комитета имущественных отношений Кирилла Федорова, проект предполагалось передать частному Еврейскому музею под открытие центра толерантности. В конце декабря того же года был опубликован проект распоряжения КГИОП об утверждении границ и режима использования территории Пробирной палаты, в котором, однако не была обозначена территория, непосредственно занятая объектом культурного наследия.

## Пробирная палата в литературе
Пробирная палата известна как место работы Козьмы Пруткова — литературной маски Алексея Толстого и братьев Алексея, Владимира и Александра Жемчужниковых. Вступив в Пробирную палатку в 1823 году, Козьма Прутков оставался в ней до смерти, дослужившись до чина действительного статского советника и став её директором. В действительности директором Пробирной палаты мог стать только служащий горного ведомства чиновник IX класса.
Непосредственно этому учреждению посвящены строки:

Вот час последних сил упадка

От органических причин…

Прости, Пробирная палатка,

Где я снискал высокий чин,

Но музы не отверг объятий

Среди мне вверенных занятий!
— Козьма Прутков, «Предсмертное», 1884